# Owen Churchill
Owen Porter Churchill (* 8. März 1896 in Los Angeles; † 12. November 1985 ebenda) war ein US-amerikanischer Segler.

## Erfolge
Owen Churchill, der für den South Coast Corinthian Yacht Club segelte, belegte bei seinem Olympiadebüt 1928 in Amsterdam in der 8-Meter-Klasse als Skipper der Babe den sechsten Platz. 1932 wurde er in Los Angeles bei den Olympischen Spielen in der 8-Meter-Klasse Olympiasieger. Er war Skipper der Angelita, die sämtliche vier Wettfahrten gewann und damit vor dem einzigen anderen Boot, der Santa Maria aus Kanada, den ersten Platz belegte. Neben Churchill erhielten die Crewmitglieder Pierpont Davis, John Biby, Alphonse Burnand, Karl Dorsey, Thomas Webster, Kenneth Carey, Robert Sutton, John Huettner, Alan Morgan, Richard Moore und sein Neffe William Cooper die Goldmedaille. Bei den Ausscheidungswettkämpfen für die Spiele war Pierpont Davis als Skipper hinter Owen Churchill, der Davis’ Schwager war, nur Zweiter geworden. Churchill nahm jedoch ihn und sämtliche seiner Crewmitglieder als Ersatzmänner zu den Spielen mit und setzte diese auch bei einzelnen Wettfahrten ein. Vier Jahre darauf war Churchill bei den Olympischen Spielen in Berlin erneut Skipper der Angelita, kam dabei aber bei der im Olympiahafen Düsternbrook in Kiel stattfindenden Regatta nicht über den zehnten und damit letzten Platz hinaus. Zur Crew gehörte unter anderem seine Tochter Angelita Churchill.
1919 schloss Churchill sein Studium an der Stanford University ab, an der auch Alphonse Burnand studierte. Die beiden waren eng befreundet und segelten nicht nur oft miteinander, sondern betätigten sich auch gemeinsam als Frucht- und Gemüsehändler im San Joaquin Valley.